# Emil Kirdorf
Emil Kirdorf (Mettmann, 8 aprile 1847 – Mülheim an der Ruhr, 13 luglio 1938) è stato un imprenditore tedesco.

## Biografia
Figlio di un proprietario di  un'azienda tessile, negli anni '70 dell'800 si dedicò all'industria mineraria, prima come contabile e poi direttore della Grubenverwaltung der Zeche Holland di Wattenscheid, dopo come co-fondatore e direttore della  Gelsenkirchener Bergwerks-AG di Essen, la più grande società mineraria tedesca dell'epoca. Fu tra i promotori del potentissimo cartello Rheinisch-Westfälischen Kohlesyndikats ("Consorzio del carbone Reno-Westfalia").   Per il suo ruolo centrale nello sviluppo dell'industria carbonifera tedesca, fu definito quale "il Bismark dell'industria del carbone".
Di idee conservatrici estreme, era contrario a ogni intervento statale di socialità pubblica, ostile alla Chiesa cattolica (che secondo lui era al vertice di un complotto internazionale che promuoveva la distruzione della Germania) ed era noto il suo atteggiamento intransigente verso ogni richiesta sindacale. In seguito alla sconfitta nella prima guerra mondiale, fu un sostenitore del Partito Popolare Nazionale Tedesco, e in particolare con la corrente di Alfred Hugenberg, rompendo con esso quando il partito nel 1927 approvò nuove leggi che regolamentavano i turni di lavoro e assicuravano un sostegno economico ai disoccupati. Attratto dal suo anti-marxismo e dalla sua ideologia nazionalista, nel 1927 aderì al partito nazista, lasciandolo un anno dopo in polemica con gli esponenti anti-capitalisti del partito, ma mantenendo un solido legame con Hitler, a cui assicurò l'appoggio di numerosi e influenti industriali. Nel 1934 aderì nuovamente al partito nazista.